# Delfinópolis
Delfinópolis là một đô thị thuộc bang Minas Gerais, Brasil. Đô thị này có diện tích 1374,969 km², dân số năm 2007 là 6698 người, mật độ 4,7 người/km².